# Diocesi di Buga
La diocesi di Buga (in latino Dioecesis Buguensis) è una sede della Chiesa cattolica in Colombia suffraganea dell'arcidiocesi di Cali. Nel 2022 contava 439.974 battezzati su 560.713 abitanti. È retta dal vescovo Alexander Matiz Atencio.

## Territorio
La diocesi comprende 10 comuni del dipartimento colombiano di Valle del Cauca: Andalucía, Guadalajara de Buga, Bugalagrande, Caicedonia, Guacarí, Riofrío, San Pedro, Sevilla, Trujillo e Tuluá.
Sede vescovile è la città di Guadalajara de Buga, dove si trovano la cattedrale di San Pietro e la basilica minore del Signore dei Miracoli. A Sevilla sorge la basilica di San Luigi Gonzaga.
Il territorio si estende su una superficie di 3.997 km² ed è suddiviso in 70 parrocchie.

## Storia
La diocesi è stata eretta il 29 giugno 1966 con la bolla Apostolico muneri di papa Paolo VI, ricavandone il territorio dall'arcidiocesi di Cali e dalla diocesi di Palmira.
Il 4 agosto 1997 è stato istituito il seminario diocesano dei Dodici Apostoli.

## Cronotassi dei vescovi
Si omettono i periodi di sede vacante non superiori ai 2 anni o non storicamente accertati.
- Julián Mendoza Guerrero † (3 gennaio 1967 - 4 agosto 1984 deceduto)
- Rodrigo Arango Velásquez, P.S.S. † (17 gennaio 1985 - 19 gennaio 2001 ritirato)
- Hernán Giraldo Jaramillo (19 gennaio 2001 - 10 maggio 2012 ritirato)
- José Roberto Ospina Leongómez (10 maggio 2012 - 7 dicembre 2024 ritirato)
- Alexander Matiz Atencio, dal 7 dicembre 2024

## Galleria d'immagini

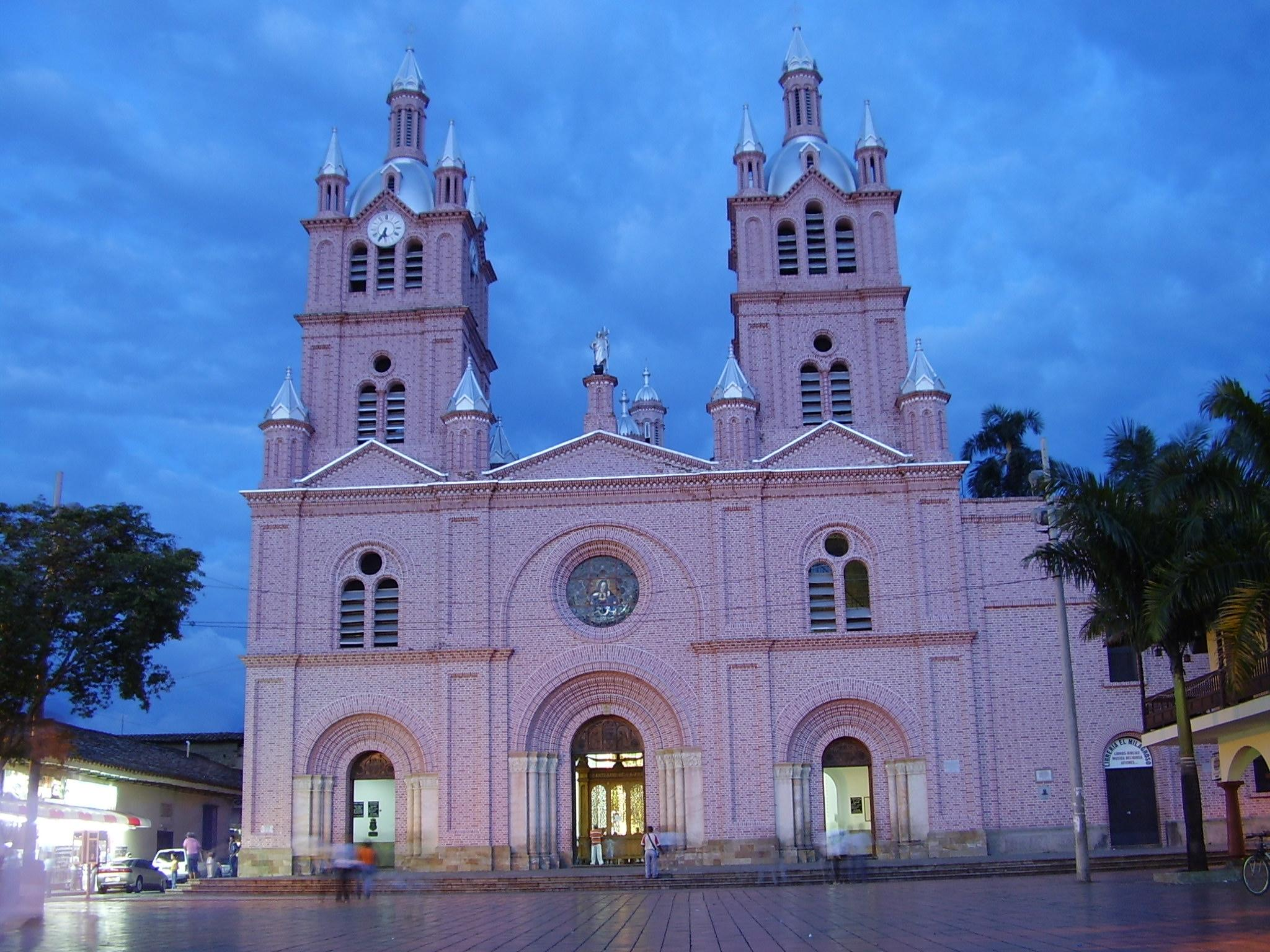
La basilica del Signore dei Miracoli, a Buga
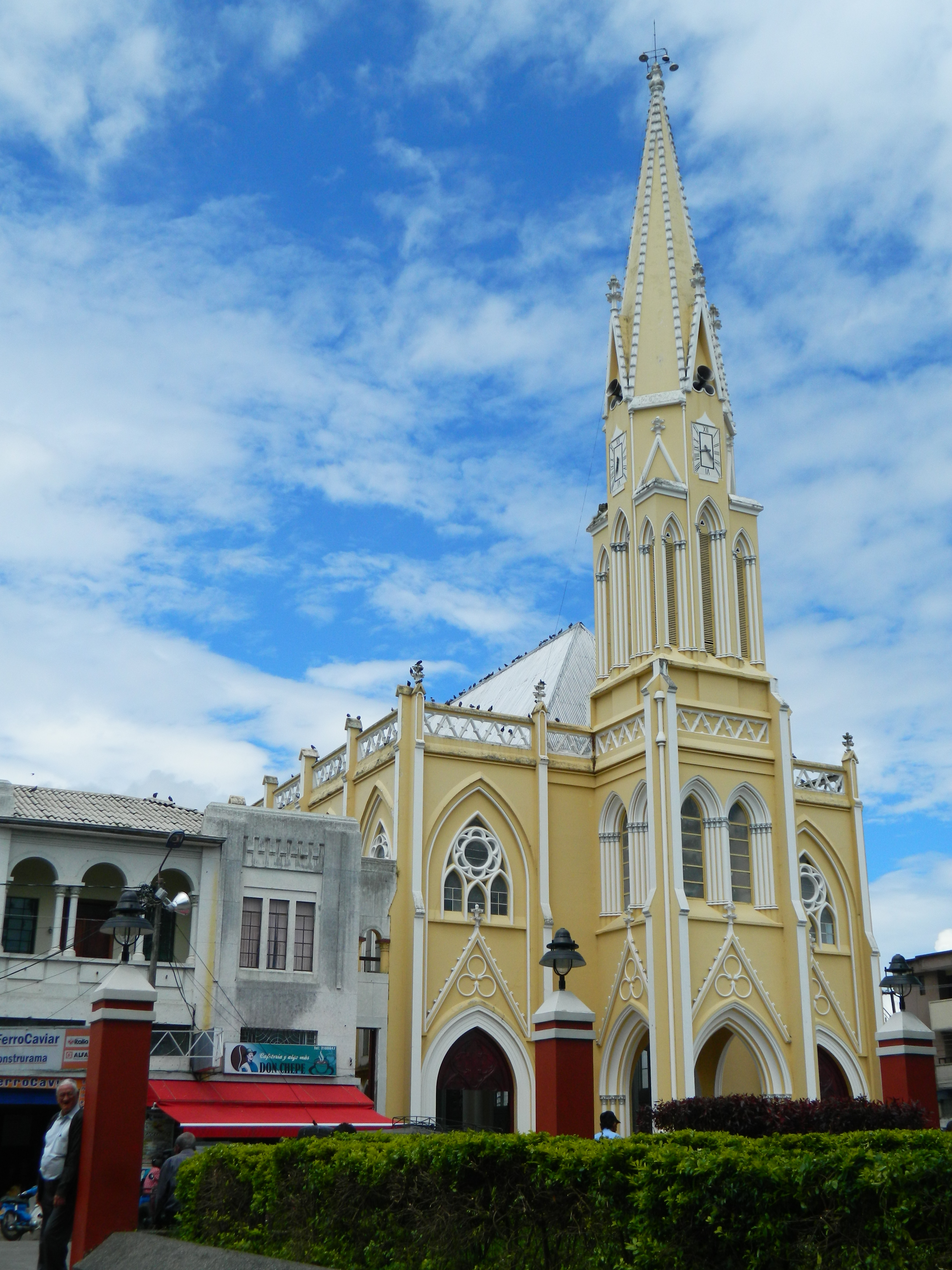
La basilica di San Luigi Gonzaga, a Sevilla

## Statistiche
La diocesi nel 2022 su una popolazione di 560.713 persone contava 439.974 battezzati, corrispondenti al 78,5% del totale.
| anno | popolazione | popolazione | popolazione | presbiteri | presbiteri | presbiteri | presbiteri                | diaconi | religiosi | religiosi | parrocchie |
| anno | battezzati  | totale      | %           | numero     | secolari   | regolari   | battezzati per presbitero | diaconi | uomini    | donne     | parrocchie |
| ---- | ----------- | ----------- | ----------- | ---------- | ---------- | ---------- | ------------------------- | ------- | --------- | --------- | ---------- |
| 1966 | ?           | 533.795     | ?           | 55         | 30         | 25         | ?                         |         |           |           | 20         |
| 1970 | ?           | 669.598     | ?           | 80         | 54         | 26         | ?                         |         | 41        | 248       | 28         |
| 1976 | 384.000     | 424.200     | 90,5        | 86         | 54         | 32         | 4.465                     |         | 56        | 188       | 33         |
| 1980 | 430.000     | 495.000     | 86,9        | 83         | 58         | 25         | 5.180                     | 1       | 48        | 174       | 34         |
| 1990 | 487.000     | 630.000     | 77,3        | 80         | 57         | 23         | 6.087                     | 3       | 34        | 166       | 46         |
| 1999 | 474.358     | 558.069     | 85,0        | 106        | 81         | 25         | 4.475                     | 6       | 32        | 143       | 48         |
| 2000 | 474.358     | 558.069     | 85,0        | 109        | 83         | 26         | 4.351                     | 6       | 34        | 152       | 49         |
| 2001 | 474.358     | 558.690     | 84,9        | 129        | 105        | 24         | 3.677                     | 7       | 30        | 178       | 55         |
| 2002 | 450.500     | 560.250     | 80,4        | 90         | 74         | 16         | 5.005                     | 7       | 19        | 131       | 55         |
| 2003 | 491.127     | 569.127     | 86,3        | 118        | 92         | 26         | 4.162                     | 7       | 31        | 143       | 56         |
| 2004 | 491.127     | 569.127     | 86,3        | 101        | 75         | 26         | 4.862                     | 6       | 33        | 151       | 56         |
| 2006 | 528.000     | 587.000     | 89,9        | 104        | 78         | 26         | 5.076                     | 4       | 34        | 133       | 62         |
| 2012 | 569.000     | 633.000     | 89,9        | 109        | 86         | 23         | 5.220                     | 5       | 26        | 130       | 66         |
| 2015 | 590.000     | 654.000     | 90,2        | 109        | 86         | 23         | 5.412                     | 5       | 26        | 93        | 68         |
| 2018 | 498.335     | 552.628     | 90,2        | 115        | 89         | 26         | 4.333                     | 6       | 57        | 135       | 69         |
| 2020 | 540.860     | 600.631     | 90,0        | 124        | 94         | 30         | 4.361                     | 9       | 58        | 113       | 70         |
| 2022 | 439.974     | 560.713     | 78,5        | 119        | 88         | 31         | 3.697                     | 11      | 47        | 89        | 70         |